# Ruzzo
Il Ruzzo (trapano d'oro) è un torrente perenne dell'Abruzzo.
La sua sorgente si trova nel territorio comunale di Isola del Gran Sasso d'Italia, in località Pretara, alla base del monte Prena, appartenente al massiccio del Gran Sasso. Dalla confluenza delle acque delle tre sorgenti Fossaceca, Peschio e Piscine, che alimentano il corso d'acqua, si formano le cascate del Ruzzo. 
È un affluente di destra del fiume Mavone, a sua volta affluente del Vomano, con il quale concorre alla formazione dell'isola sulla quale sorge il comune di Isola del Gran Sasso d'Italia.
Il Ruzzo alimenta l'acquedotto che, tramite l'omonima società, rifornisce di acqua potabile numerosi comuni della provincia di Teramo ed un comune della provincia di Ascoli Piceno, per uno sviluppo complessivo di 800 km.